# Czupy Bálint
Czupy Bálint (Völcsej, 1900. szeptember 20. – München, 1975. április 17.) magyar földműves, nemzetgyűlési képviselő, szerkesztő. 1951-től haláláig Bálint gazda néven a Szabad Európa Rádió közismert munkatársa volt.

## Politikai pályafutása
Az 1930-as évek második felétől a KALOT mozgalom egyik szervezője, 1940 és 1944 között a Magyar Vetés című lapjának, valamint a Soproni Hírlapnak a cikkírója.
1941 novemberében részt vett a Független Kisgazdapárttal összefonódó Magyar Parasztszövetség megalakításában, annak Sopron vármegyei ügyvezető elnöke, és az országos pártvezetőség tagja. A katolikus politikai élet munkásaként a kisgazda Varga Béla szűkebb köréhez tartozott. 1945 júniusában az Ideiglenes Nemzetgyűlés tagja lett, mandátumát 1945. november 4-ei országos választások után is megtartotta. Sopron vármegye közéletének egyik katolikus vezetője volt.
Nagy Ferenc miniszterelnök lemondása után 1947. június 2-án Varga Bélával és Hajdú Németh Lajossal Ausztriába menekült. 1948-ban Belgiumban, 1949–1950-ben Párizsban élt, ahol a Keresztény Népmozgalomhoz csatlakozott.
1951-es alapításától a müncheni Szabad Európa Rádió falusi adásainak bemondója, és szerkesztője, utóbb Bálint gazda néven önálló rovatvezetője volt. Cikkeket is írt a nyugati magyar emigrációs lapokba.

## Művei
- Emigrációm első ideje. 1947. május 30 – 1948. augusztus 1.; szerk. Sajtos Gabriella, Szalai Viktor; Közi Horváth József Népfőiskola, Agyagosszergény, 2017